# Inke
Inke é um município da Hungria, situado no condado de Somogy. Tem 51,76 km² de área e sua população em 2019 foi estimada em 1.164 habitantes.